# Абингдон (Англия)
А́бингдон (англ. Abingdon, также — Abingdon-on-Thames) — город в графстве Оксфордшир Великобритании, административный центр района Вейл-оф-Уайт-Хорс. Абингдон притязает на то, чтобы считаться древнейшим поселением на территории нынешней Великобритании.

## География

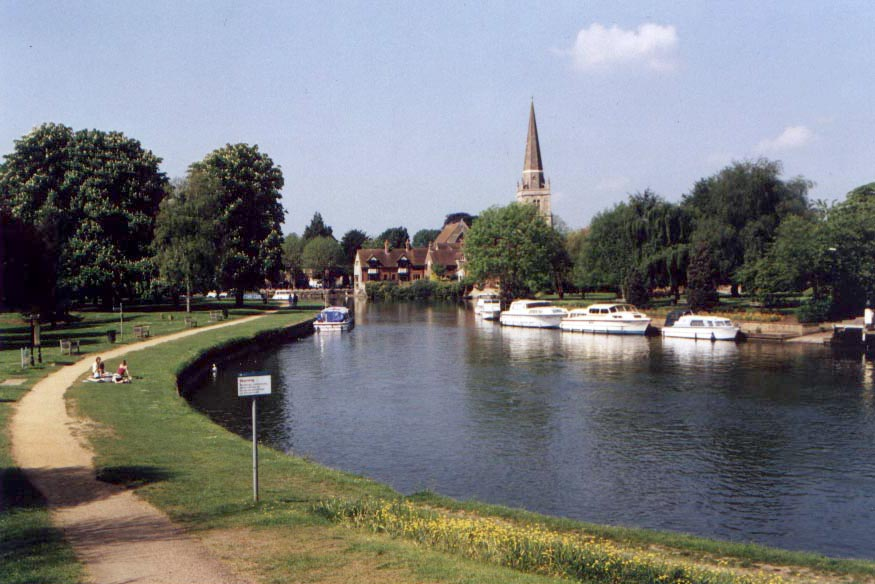
Темза у Абингдона

Город Абингдон находится в юго-восточной Англии, в графстве Оксфордшир, на реке Темза в 9 километрах южнее Оксфорда и в 8 километрах севернее Дидкота. Город является центром округа Вейл-оф-Уайт-Хорс (Долина белого коня). Численность населения Абингдона составляет 36 626 человек (на 2001 год).

## История
Абингдон является одним из древнейших поселений в Великобритании. Основан приблизительно в 4 тысячелетии до н. э., во времена железного века в Англии. В Абингдоне находится второй по старшинству монастырь в Англии (после Гластонбери), основанный в 166 году. В 1084 году в этом монастыре отмечал пасхальные праздники английский король Вильгельм Завоеватель, здесь же воспитывался его сын, король Генрих I.
В Средневековье Абингдон был важным центром по торговле шерстью и тканями. В XIX столетии город пришёл в упадок, так как здесь отсутствовали линии железнодорожного сообщения. В 1929—1980 годах в Абингдоне работал завод по выпуску автомобилей британской марки MG Cars.
До 1974 года Абингдон входил в графство Беркшир (ныне не существующее).
В Абингдоне родились Эдмунд Рич (архиепископ Кентерберийский и католический святой) и барон Чарльз Эббот (английский политический деятель XVIII—XIX столетий).
Главная достопримечательность Абингдонский музей (англ.) в историческом здании XVII века, открытый в 1919 году.

## Города-партнёры
- Аржантан, Франция
- Лукка, Италия
- Синт-Никлас, Бельгия
- Шонгау, Германия

## Известные уроженцы и жители
- Кейт Гэррауэй (род.1967) — английская журналистка и телеведущая.
- Все участники группы Radiohead